# Les Mariés de la Tour Eiffel
Les Mariés de la Tour Eiffel è un balletto composto dal Gruppo dei Sei nel 1920-21 su un soggetto di Jean Cocteau, con le coreografie di Jean Börlin.

## Caratteristiche
Il balletto venne composto dal Gruppo dei Sei ad eccezione di Louis Durey che all'epoca si trovava lontano da Parigi. Insieme all'"Album des Six" è l'unica opera composta da questo collettivo. In origine fu commissionato da Rolf de Maré per i suoi Ballets suédois allo scrittore Jean Cocteau e al compositore Georges Auric. La prima stesura del soggetto fu intitolata "Il massacro a nozze" ma in seguito, forse anche grazie al contributo del compagno di Cocteau Raymond Radiguet, il titolo venne cambiato in quello odierno. Il solo Auric avrebbe dovuto scrivere la musica, ma ben presto ricorse all'aiuto dei suoi amici.

## Il soggetto
La trama del balletto è priva di senso generale (nonsense) e parla della festa di nozze di una coppia tenutasi in una delle piattaforme all'interno della Torre Eiffel il 14 luglio, giorno della presa della Bastiglia. All'inizio un invitato, il Generale, tiene un solenne discorso; in seguito un fotografo gobbo riunisce tutti per una foto e, mentre chiede a tutti di guardare l'uccellino (che in realtà è uno struzzo che salta fuori dalla macchina fotografica creando scompiglio in scena), spunta da non si sa dove, un ufficio delle poste, proprio nello stesso luogo in cui si svolge la festa. Arriva quindi un leone che si mangia uno degli invitati per colazione mentre appare uno strano personaggio chiamato "il bambino del futuro" che uccide tutti. Ciononostante il balletto si conclude con un viaggio verso Nizza.
Intervistato a proposito della trama Cocteau spiegò che cercava di esprimere "[...]la vuotezza della domenica, la bestialità umana, i luoghi comuni, la ferocia dell'infanzia e il miracolo della poesia nella quotidianità"

## I movimenti
Ogni movimento del balletto è stato scritto da un autore diverso, per un totale di 10: Francis Poulenc ne ha scritti 3, Georges Auric, Germaine Tailleferre e Darius Milhaud 2, Arthur Honegger solo 1. Ognuno dei movimenti è preceduto dalla narrazione del nuovo episodio che si sta per svolgere.
I titoli sono:
- Ouverture. Le 14 juillet (Georges Auric)
- Marche nuptiale (Darius Milhaud)
- Discours du général. Polka pour deux cornets à pistons (Francis Poulenc)
- La Baigneuse de Trouville. Carte postale en couleurs (Francis Poulenc)
- Fuge du massacre (Darius Milhaud)
- Valse des dépêches (Germaine Tailleferre)
- Marche funèbre (Arthur Honegger)
- Quadrille. Pantalon - Été - Poule - Pastourelle - Final (Germaine Tailleferre)
- Ritournelles (Georges Auric)
- Sortie de la noce (Darius Milhaud)[2]

## Prima esecuzione
La prima del balletto si svolse al Théâtre des Champs-Élysées il 18 giugno 1921, sotto la direzione di Désiré-Emile Inghelbrecht con l'orchestra e la compagnia di ballo dei Ballets suédois; le scenografie furono di Irène Lagut e i costumi di Jean Hugo. I narratori furono Jean Cocteau e Pierre Bertin. Ebbe fin dall'inizio un buon successo e, come spesso accadeva all'epoca per le composizioni d'avanguardia, provocò anche scandalo. Venne replicata nel 1923 a New York durante un tour dei Ballets suédois, ma fu ben presto dimenticata. Il pubblico europeo la bollò come una provocazione dadaista, mentre gli intenti di Cocteau erano ben altri: lo scrittore cercava di ridefinire il concetto di musica attraverso la quotidianità e la verità del semplice per quanto crudele possa essere questo. È la poetica de "Il Gallo e l'Arlecchino". Il critico musicale francese Andre Fraigneau scrisse che il balletto scandalizzò perché in fin dei conti sembrava troppo semplice.

## Il film
Del 1973 il film Les mariés de la Tour Eiffel diretto e prodotto da Jean-Christophe Averty per la televisione francese. Patrimonio del Centro Pompidou. 